# ベサメムーチョ
『ベサメムーチョ』は、1995年3月29日に発売された桂銀淑の13枚目のシングルである。発売元は東芝EMI。

## 解説
- ラテン調のリズムを基本とした軽快な楽曲である。
- オリコン・シングルチャートでは100位内に24週ランクインし（20週以上のランクインは1991年の「悲しみの訪問者」以来[1]）、ロングヒットを記録したものの、第28回全日本有線放送大賞でベストリクエスト賞を受賞した以外は、各主要音楽賞や前年まで7年連続で出場していた『NHK紅白歌合戦』の選には漏れた。
- 作曲者の杉本眞人がセルフカバーし、2000年8月に発売のアルバム『かもめの街 〜杉本眞人 作品集〜』に収録した（アルバムは“すぎもとまさと”名義）。
- 川上大輔は2013年2月6日にこの曲をカバーし、メジャーデビューを果たした。

## 収録曲
1. ベサメムーチョ
  - 作詞: FUMIKO、作曲: 杉本眞人、編曲: 桜庭伸幸
2. いとしいひとの眠る間に
  - 作詞: 来生えつこ、作曲: 杉本眞人、編曲: 若草恵